# Austrian Open 1977
L'Austrian Open 1977 è stato un torneo di tennis giocato sulla terra rossa. È stata la 32ª edizione del torneo, che fa parte del Colgate-Palmolive Grand Prix 1977. Si è giocato a Kitzbühel in Austria dall'11 al 17 luglio 1977.

## Campioni

### Singolare maschile
Guillermo Vilas ha battuto in finale  Jan Kodeš con il punteggio di 5–7, 6–2, 4–6, 6–3, 6–2

### Doppio maschile
Buster Mottram /  Roger Taylor hanno battuto in finale  Colin Dowdeswell /  Chris Kachel con il punteggio di 7–6, 6–4